# 贾克琳·霍克斯
贾克琳·霍克斯（英語：Jaclyn Hawkes，1982年12月3日—），生于香港，新西兰女子壁球运动员。她曾代表新西兰参加2010年英联邦运动会壁球比赛，获得女子双打金牌。